# Hidruro de carbonilo metálico

Estructura del tetracarbonilhidruro de cobalto; tetracarbonilhidrocobalto; hidrocarbonilo de cobalto; tetracarbonilhidridocobalto

Un hidruro de carbonilo metálico es un complejo de un metal de transición con monóxido de carbono e hidruro (H-) como ligandos. Estos complejos son útiles en la síntesis orgánica como catalizadores en catálisis homogénea, tales como la hidroformilación.

## Síntesis

### Síntesis básica de Hieber
Walter Hieber preparó el primer hidruro de carbonilo metálico en 1931 por la denominada reacción básica de Hieber de carbonilos metálicos. En esta reacción, un ion hidróxido reacciona con el ligando monóxido de carbonoCO de un carbonilo metálico, tal como el pentacarbonilo de hierro, en un ataque nucleófilo para formar un ácido metalocarboxílico. Este intermedio carboxilato en una segunda etapa da el anión tetracarbonilhidruroferrato(I) ([HFe(CO)4]-).
{\displaystyle \mathrm {(1)\ Fe(CO)_{5}\ +\ 3\ NaOH\ \longrightarrow \ Na[Fe(CO)_{4}COOH]\ {\xrightarrow {+NaOH}}\ Na[HFe(CO)_{4}]\ +\ NaHCO_{3}} }
{\displaystyle \mathrm {(2a)\ Na[HFe(CO)_{4}]\ +\ NaOH\ \longrightarrow \ Na_{2}[Fe(CO)_{4}]\ +\ H_{2}O} }
{\displaystyle \mathrm {(2b)\ Na[HFe(CO)_{4}]\ +\ H^{+}\ \longrightarrow \ [H_{2}Fe(CO)_{4}]} }

### Protonación de carbonilmetalatos
La protonación de carbonilmetalatos conduce también a la formación de hidruros de carbonilos metálicos. La síntesis del hidruro de tetracarbonilcobalto (HCo(CO)4) se obtiene de la misma manera que el H2Fe(CO)4 visto en el apartado anterior.
{\displaystyle \mathrm {Co_{2}(CO)_{8}\ +\ 2\ Na\ \longrightarrow \ 2\ Na^{+}[Co(CO)_{4}]^{-}\ {\xrightarrow {H^{+}}}\ 2\ HCo(CO)_{4}} }

### Halogenación + reducción
Las reacciones típicas de los complejos de metales de transición son la adición oxidante, la reacción de sustitución y la eliminación reductora. En este caso, se usa un halógeno para hacer la primera reacción y, después, se usa un reductor suave para que desplace los halogenuros por los hidruros del reductor (produciendo una/varias sustitución/es). Usemos el pentacarbonilo de hierro como ejemplo:
{\displaystyle \mathrm {Fe(CO)_{5}\ +\ X_{2}\ {\xrightarrow {-CO}}\ [Fe(CO)_{4}X_{2}]\ {\xrightarrow {NaBH_{4},\ THF}}\ H_{2}Fe(CO)_{4}} }

### Hidrogenación
Una ruta sintética adicional es la reacción del carbonilo de metal con dihidrógeno. Un ejemplo sería la hidrogenación del decacarbonilo de dimanganeso:
{\displaystyle \mathrm {Mn_{2}(CO)_{10}\ +\ H_{2}\ {\xrightarrow {200bar,\ 423\ K}}\ 2\ [HMn(CO)_{5}]} }

## Propiedades del enlace M-H
| Hidruro de carbonilo metálico | pKa      |
| ----------------------------- | -------- |
| HCo(CO)4                      | "fuerte" |
| HCo(CO)3(P(OPh)3)             | 5,0      |
| HCo(CO)3(PPh3)                | 7,0      |
| HMn(CO)5                      | 7.1      |
| H2Fe(CO)4                     | 4,4; 14  |
| [HCo(dmgH)2PBu3]              | 10,5     |

Los hidruros de carbonilos metálicos neutros son a menudo volátiles y pueden ser muy ácidos. El átomo de hidrógeno está unido directamente al metal. En el hidruro de tetracarbonilcobalto la longitud del enlace metal-hidrógeno (M-H) es de 114 pm, la  del metal-carbono (M-C) de los ligandos axiales es de 176pm, y de 182pm para los ligandos ecuatoriales.
Igual que en el caso de los boranos (e incluso en carbonilos metálicos), el ligando "H" puede ser terminal o formar dímeros (o incluso clusters) formando puentes entre los átomos metálicos. El puente M-H-M es similar al B-H-B, siendo ambos un enlace de tres centros y dos electrones (3c2e). La diferencia entre un M-H terminal y un M-H-M puente se puede distinguir fácilmente por espectroscopia de resonancia magnética nuclear de protón.
El término "hidruro" para estos complejos se basa en la asignación del estado de oxidación formal, pero no debería identificarse el término hidruro usado en la nomenclatura con la reactividad química o sus propiedades químicas comparando estos hidruros de carbonilo metálicos con otros compuestos muy diferentes como son los hidruros metálicos. En los primeros, el átomo de hidrógeno unido al metal puede actuar como hidruro (H-), como si no estuviera en el complejo, o como un protón (H+).
Funcionalización de M-H actuando como dador de hidruros:
{\displaystyle \mathrm {(C_{5}H_{5})Fe(CO)_{2}H\ +\ HCl\ \longrightarrow \ (C_{5}H_{5})Fe(CO)_{2}Cl\ +\ H_{2}} }
Funcionalización de M-H actuando como dador de protones:
{\displaystyle \mathrm {HCo(CO)_{4}\ +\ H_{2}O\ \longrightarrow \ H_{3}O^{+}\ +\ [Co(CO)_{4}]^{-}} }

## Aplicaciones
Los hidruros de carbonilo metálicos se utilizan como catalizadores en la hidroformilación de olefinas. En condiciones industriales por lo general el catalizador se forma in situ por reacción de un precursor (una sal de metal) con el gas de síntesis.  La hidroformilación se inicia con la generación de un hidruro de carbonilo metálico de 6-electrones como el HCo(CO)3 o HRh(CO)(PPh3)2 por la disociación de un ligando de monóxido de carbono. Tales complejos se unen a olefinas en un primer paso por un enlace-π. En un segundo paso un complejo de alquilo se forma mediante la inserción de la olefina en el enlace metal-hidrógeno, que conduce una vez más a una especie de 16 electrones. Este complejo se puede unir a otro monóxido de carbono, que se puede insertar en el enlace metal-carbono del ligando alquilo para formar un complejo acilo. Mediante la adición oxidativa de hidrógeno y la eliminación del aldehído se forma de nuevo el complejo inicial (el hidruro de carbonilo metálico). 
El catalizador original en las reacciones de hidroformilación era el HCo(CO)4, descubierto por Otto Roelen Trabajos posteriores demostraron que el ligando tributilfosfina (PBu3) mejoraba la selectividad del proceso catalizado por cobalto. Desde la década de 1970, la mayoría de hidroformilaciones se realizan con catalizadores basados en rodio. La investigación posterior condujo al desarrollo de catalizadores solubles en agua que facilitaban la separación de los productos del catalizador.
Se pueden usan en química orgánica como se ha comentado para obtener a escala industrial una variedad de compuestos orgánicos: cetonas, aldehídos, ácidos carboxílicos, amidas...